# 我们的旗帜
《我们的旗帜》（西班牙語：Nuestra Bandera）是西班牙共产党的政治理论和思想教育刊物，从马克思主义的角度分析社会、文化和政治生活。

## 历史
1937年7月15日在巴伦西亚首刊。1938年1月1日在巴塞罗那发行第2期。在最初的几年中，周期性。内战结束后的1940年6月至1944年12月流亡至墨西哥发行；1950年前在图卢兹和巴黎等城市发行。从1993年1月发行的第154期开始更名为《乌托邦，我们的旗帜》。2010年重新更改回原名。2013年至2015年停刊。

## 大事记
1979年底，《我们的旗帜》总编辑曼努埃尔·阿斯卡拉特在北京先后会见了《人民日报》总编辑胡绩伟与时任国务院副总理姬鹏飞。